# 輔信科技
輔信科技股份有限公司 （原名：浩鑫股份有限公司）是台灣電腦廠商，成立超過40年，以主機板設計製造起家，1993年確立以自有品牌Shuttle布局國際行銷。
2000年推出全球第一台迷你準系統，命名為XPC，為個人電腦市場開創全新品項；2010年以創新ODM Ecosystem切入筆記型電腦代工市場；
2011年開始投入軟體開發，發展軟硬整合方案，目前已經有包括智慧教育(電子書包)、智慧家庭、人臉辨識、智慧長照等IoT應用方案。
2019年起專注於軟硬整合與物聯網應用開發，滿足商業及垂直市場需求，方案包括迷你電腦、多媒體播放器、數位廣告看板、工業電腦、KIOSK、人臉辨識及客製化IoT整合設計。
海外營運據點有美國、德國、日本及大陸分公司，工廠設於大陸。而在經銷代理方面，歐、美、日、亞洲、大中華地區的代理經銷網絡都已經完備。
行銷網路遍佈五大洲 30個國家。

## 沿革
- 1983年6月，浩鑫有限公司成立。
- 1984年，浩鑫在桃園縣（今桃園市）設立桃園廠，製造主機板。
- 1988年，浩鑫設立美國分公司。
- 1990年，浩鑫設立德國分公司。
- 1995年，浩鑫通過ISO 9002認證，並成為全球第五大主機板製造商。
- 1996年，中華徵信所評估浩鑫為「台灣前25大值得投資公司」之一。
- 1997年，浩鑫在桃園縣投資興建佔地3000坪的現代化廠房。
- 1998年，浩鑫推出全球第一片17公分見方的主機板。
- 2000年，浩鑫通過ISO 14001認證，浩鑫股票上市，浩鑫總部遷移至台北市內湖區瑞光路76巷30號。
- 2003年，浩鑫開始與nVIDIA、超微半導體（AMD）、英特爾（Intel）、矽統科技（SiS）、威盛電子（VIA）等大公司合作。
- 2004年，浩鑫設立日本分公司，並推出第一台17吋液晶顯示器。
- 2005年，浩鑫設立中國分公司，並推出第一台BTX規格的準系統電腦「XPC SB86i」與全球第一台支援SLI（Scalable Link Interface）的準系統電腦。
- 2006年，浩鑫發表全球第一台支援英特爾四核心中央處理器（CPU）的準系統電腦「XPC SD39P2」，它支援的CPU是Core 2 Extreme與Core 2 Quad。
- 2011年，浩鑫EDUPAL智慧教育方案，取得經濟部專案開發電子書包方案，並於台北市及台中市教育局合作於國小及國中建立場域實驗。
- 2012年，浩鑫XPC，成為Sharp數位廣告看板方案營體電腦合作商，確立垂直應用發展策略，瞄準Digital Signage、人臉辨識等應用。
- 2013年，浩鑫EDUPAL智慧教育解決方案，取得泰國政府教育標案中軟體標，同年，HR70人臉辨識系統，首先於高雄國際機場導入於國外旅客出入境使用。
- 2014年，浩鑫HR70人臉辨識系統，正式獲得桃園國際機場使用於國外旅客海關查驗使用。浩鑫HR70已經被台灣9座機場及11個港口採用。
- 2015年，浩鑫SMARTVILLE智慧家庭解決方案，切入物聯網應用，0.5公升超迷你電腦首款支援Core i7處理器之無風扇輕薄電腦，啟動智慧長照發展研究。
- 2016年，浩鑫HOCA智慧長照居服管理系統，取得衛生福利部社會及家庭署，105年度「4G智慧社區照顧服務計畫-智慧社區照顧北部示範場域建置計畫」，同年，新一代人臉辨識系統 BR06推出。
- 2017年，全球最小VR電腦，浩鑫智慧長照整合平台，浩鑫智慧應用於，無人店舖與旅宿解決方案，人臉辨識整合新技術應用，Beacon微定位技術，以及客層分析。
- 2018年，發表可支援IP Camera應用的人臉辨識軟體方案。
- 2019年，購併暄達醫學科技股份有限公司 （页面存档备份，存于），攜手開發醫療應用設備。
- 2020年，發展科技醫療方案推出「零接觸智慧防疫機」及「智慧健康量測服務機」。
- 2021年，發表新架構4.75公升雙槽獨顯AI運算商規電腦，以及寬溫寬壓嵌入式工業電腦 （页面存档备份，存于）及Panel PC觸控電腦 （页面存档备份，存于）。
- 2022年，更名為輔信科技股份有限公司。

## 外部連結
- 輔信科技Shuttle台灣官網 （页面存档备份，存于）
- Shuttle Global official website （页面存档备份，存于）
- Shuttle USA official website （页面存档备份，存于）
- Shuttle Europe official website （页面存档备份，存于）
- Shuttle Japan official website （页面存档备份，存于）
- 輔信科技Shuttle台灣Facebook專頁 （页面存档备份，存于）
- Shuttle Global's Facebook page （页面存档备份，存于）
- Shuttle USA's Facebook page （页面存档备份，存于）
- Shuttle Global's YouTube channel （页面存档备份，存于）
- Shuttle USA's TouTube channel （页面存档备份，存于）
- Shuttle Europe's YouTube channel （页面存档备份，存于）